# Larroque-Saint-Sernin
Larroque-Saint-Sernin é uma comuna francesa na região administrativa de Occitânia, no departamento de Gers. Estende-se por uma área de 17,96 km². Em 2010 a comuna tinha 166 habitantes (densidade: 9,2 hab./km²).